# Teleki Sámuel (utazó)
Széki gróf Teleki Sámuel (néhol Teleki Samu) (Sáromberke, 1845. november 1. – Budapest, 1916. március 10.) magyar felfedező, afrikanista, fotográfus, országgyűlési képviselő, a Kenya északi részébe indult első európai expedíció vezetője. Ő fedezte fel és nevezte el (Rudolf trónörökösről) a Rudolf-tavat és (Rudolf feleségéről, Stefánia belga hercegnőről) a Stefánia-tavat.

## Élete

### Ifjúkora
A főnemesi származású széki gróf Teleki család református ágának a sarja. Apja széki gróf Teleki Sámuel (1819-1882), anyja bethleni Bethlen Erzsébet (1818-1860) grófnő volt. Nagyszülei széki gróf Teleki Ferenc (1787-1861) és losonczi báró Bánffy Erzsébet (1794-1853) voltak. Dédapja gróf Teleki Sámuel (1739–1822) erdélyi kancellár, aki 50 ezer kötetes könyvtárának átadásával megalapította a marosvásárhelyi Teleki Tékát, az egyik első magyar közkönyvtárat.
Az ásványtant, geológiát, földrajztudományt és csillagászatot tanult Teleki Sámuelt 1881-ben az országgyűlés felsőházának tagjává választották. A politikai pályán ismerkedett meg Rudolf trónörökössel a Magyar Földrajz Tudományok Társaság elnökével, és annak feleségével, Stefánia hercegnővel, II. Lipót belga király leányával, a társaság fővédnökével.
1886-ban Rudolfék ösztönözték arra, hogy tervezett afrikai szafarija helyett inkább szervezzen expedíciót Baringo-tótól északra elterülő vidékre, túl azokon a területeken, amelyeket Joseph Thomson (1858–1895) skót utazó feltérképezett, hogy megtalálja a sivatagi tavat, amelynek létezését helyi legendák sugallták. A legendák szerint a sivatagban tenger van, amely körül óriások törzsei élnek, szigete pedig szörnyetegek és kísértetek otthona.

### Az első út
Teleki gróf és útitársa, Ludwig von Höhnel osztrák tengerészhadnagy 1887 februárjában hagyta el Panganit (Tanzánia) 400 teherhordóval, a Ruvu folyót követve.
Ők lettek az első európai utazók, akik feltérképezték a Nagy-hasadékvölgy egy jelentős szakaszát. Teleki elsőként érte el a Kilimandzsáró hegy 5310 méter magasan húzódó hóvonalát, az első felfedező volt, aki a Kenya-hegyre lépett. Ez utóbbi hegyen 4300 métert haladt felfelé, és ezután északra fordult, hogy felmérjen egy folyórendszert.
A folyókat követve jutott el 1888. március 5-én az először Jáde-tengerként említett tóhoz, amelyet Teleki a trónörökösről később Rudolf-tónak nevezett el. 1975-ben átkeresztelték, a turkana törzsről nevezve el, amely a partjain él.
Az expedíción felfedezett egy kisebb tavat is, amelyet Stefánia-tónak nevezett el. (Mai neve Csev-Bahir, Etiópia déli részében.)

### Gyűjtemények
Az utazók megfigyeléseket végeztek a feltárt területek klímájáról, állat- és növényvilágáról is. Növények és állatok mellett több mint 400 néprajzi tárgyat is gyűjtött, a legtöbbet a maszai és kikuju törzsektől. 
Túlélve a bennszülöttek számos támadását és az éhezést, az utazók végül gazdag gyűjtéssel tértek haza és megalapozták a Néprajzi Múzeum Kelet-Afrika gyűjteményét. Számos fotót is hoztak magukkal, ezek a Kolozsvári Állami Levéltárban vannak, nagy részüket még azóta sem publikálták.
A Kenya-hegyen élő egyik óriás Lobelia fajt a grófról Lobelia telekii névre keresztelték. Egyéb, Teleki nevét őrző növényfajok: Plagiochila telekiana moha, Dorstenia telekii, Erigon telekii, Conyza telekii, Aeschynomene telekii, Triumfetta telekii (a Telekia speciosa vagy telekivirág a másik Telekiről kapta a nevét). Höhnelről egy kaméleonfajt (Trioceros hoehnelii), egy növénynemzetséget és tizenegy növényfajt neveztek el.

### A Teleki-vulkán felfedezése

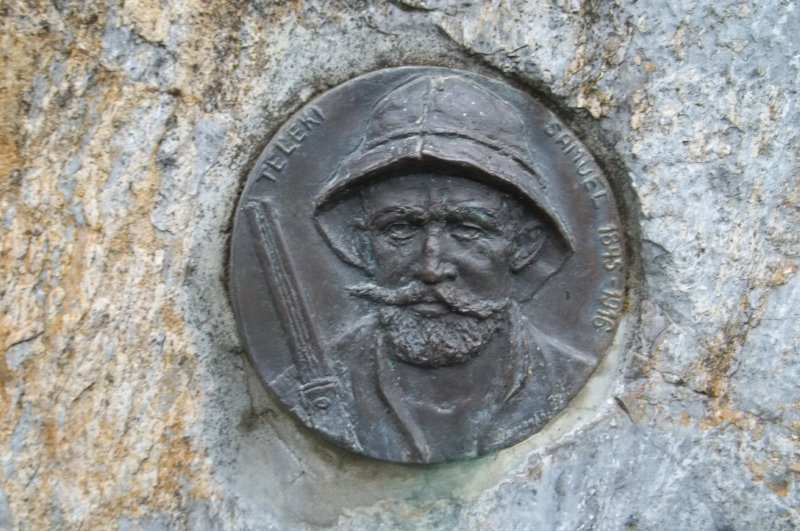
A róla elnevezett érem

A Turkana-(Rudolf-)tótól délre, Teleki a Suguta kiszáradt folyó völgyében felfedezett egy aktív vulkánt, melyet Höhnel Telekiről Teleki-vulkánnak nevezett el, melyet mind a mai napig így hívnak. Hazafelé menet 1888 októberében Mombasa mellett elérték a kelet-afrikai partvidéket.

### A második, sikertelen út
Továbbhaladva megálltak Ádenben, ahol Telekiben megszületett az elhatározás, hogy egy későbbi expedíció során az Etióp-magasföldet utazza be és északról közelíti meg az Afrikai Nagy Tavakat. Erre azonban már nem került sor. 1895-ben a gróf még egy utolsó sikertelen próbálkozást tett, hogy megmássza a Kilimandzsáró 5895 méteres csúcsát.
1886 és 1895 között írta meg a Kelet-afrikai napló című művét magyarul. Von Höhnel szintén írt egy hosszú beszámolót az utazásról.
Hosszú betegség után Budapesten halt meg.

## A nevét viselő intézmény
- Teleki Sámuel Általános Iskola, Érd.[1]

## Művei
- Höhnel Lajos: A Rudolf és Stefánia tavakhoz. Teleki Sámuel gróf felfedező útja Kelet-Afrika egyenlítői vidékein 1887–1888-ban, 1-2.; Ráth, Bp., 1892 (A XIX. század nagy felfedezői)
- Ludwig von Höhnel: Teleki Sámuel gróf felfedező útja Kelet-Afrika egyenlítői vidékein 1887–1888-ban, 1-2. Leírta kísérője, Höhnel Lajos; sajtó alá rend., utószó Véber Károly; Magvető, Bp., 1984 (Magyar Hírmondó) ISBN 963-14-0181-2
- Csibi László: Gróf Teleki Samu, 1845–1916. Élete és afrikai expedíciója az írásos és képi források tükrében; Erdélyi Múzeum-Egyesület, Kolozsvár, 2022 (Emberek és kontextusok) ISBN 978-606-739-220-3